# Martin Agricola
Martin Agricola, (Martin Sore), (Schwiebus, 1486. január 6. – Magdeburg, 1556. június 10.), német zeneszerző és zeneteoretikus.
Kántortanító volt 1525-től haláláig Magdeburgban.
Számos zenei szakkifejezést fordított le latinról németre és honosított meg, ezek mind a mai napig használatosak.